# Franc-Lamy
Pour les articles homonymes, voir Franc et Lamy.
Pierre-Désiré-Eugène-Franc Lamy dit Franc-Lamy, né à Clermont-Ferrand le 12 mai 1855 et mort à Paris 7e le 13 avril 1919, est un peintre et graveur français.

## Biographie

### Jeunesse et formation artistique
Originaire d'une famille clermontoise, Pierre-Désiré Lamy est, très jeune, sensibilisé aux pratiques artistiques grâce à son oncle maternel, François-Joseph Faure, qui était maître verrier.
Monté à Paris, il entre à l'école d'art municipale du 9e arrondissement, tout en fréquentant l'atelier du peintre Isidore Pils, avec pour camarades Norbert Gœneutte et Frédéric Samuel Cordey. Il réussit le concours d'entrée à l'École des beaux-arts de Paris en 1873 et tente, avec ses deux camarades, après la mort de Pils, de quitter l'atelier d'Henri Lehmann pour celui de Jean-Léon Gérôme. L'autorisation leur ayant été refusée, le trio abandonne l'École. Il se réclamera pourtant toujours avoir été l'élève de Pils et de Gérôme.
Il a habité à diverses adresses à Paris, toujours rive droite et non loin de Pigalle : no 79 rue Lemercier (jusqu'en 1880), no 35 rue Capron (1881-1892), no 18 rue Brunel (1893), no 5 rue Juliette-Lamber puis au no 5 cité Pigalle.
Il signe « P. FRANC-LAMY » quand il commence à exposer.

### Proximité avec les impressionnistes

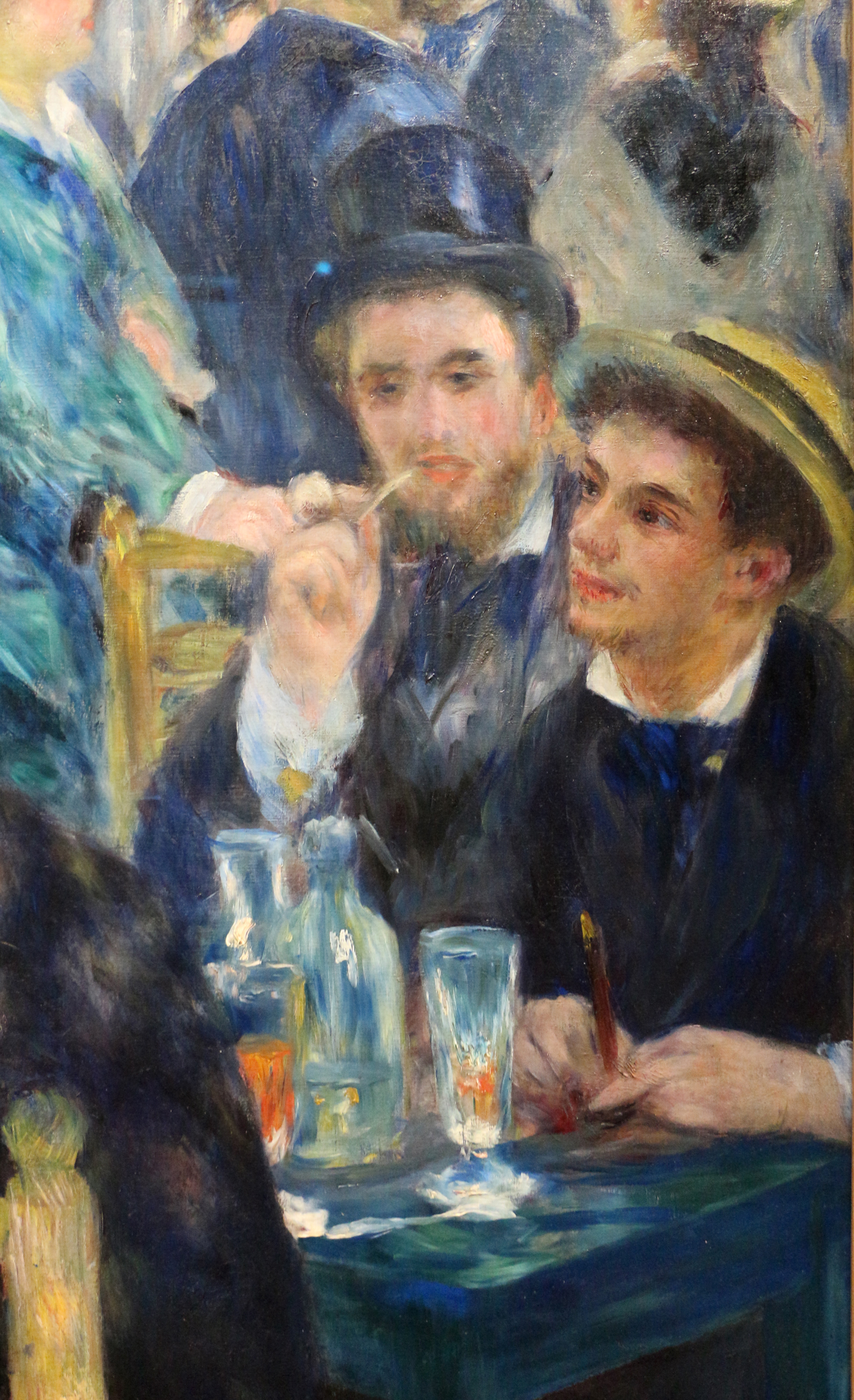
Auguste Renoir, Bal du moulin de la Galette (1876, détail), Paris, musée d'Orsay. Franc-Lamy en canotier.

Habitant rive droite à Paris, Franc-Lamy est proche d'artistes et poètes évoluant dans le quartier de la place Pigalle, notamment le café de la Nouvelle Athènes et celui du Rat mort : outre Léon Dierx, Villiers de L'Isle-Adam, Maurice Rollinat et Stéphane Mallarmé, dans le Montmartre de ce temps-là, Lamy, Gœneutte, Frédéric Samuel Cordey et Auguste Renoir forment un groupe d'inséparables amis, auquel se joint Marcellin Desboutin. Franc-Lamy figure, assis aux côtés de Cordey et Georges Rivière, au premier plan de la toile intitulée Bal du moulin de la Galette (1876) de Renoir et celui-ci l'invite en 1877 à la 3e exposition de groupe des impressionnistes, rue Le Peletier à Paris : lors de la visite, Edgar Degas — volontiers cinglant — aurait déclaré en regardant une toile de Lamy « Il imite Renoir, mais quand celui-ci pose des papillons sur sa toile, Lamy les y cloue ».
Pour le musicien Ernest Cabaner il produit des lithographies sous la forme d'affichettes publicitaires pour des spectacles avec, entre autres, Charles Cros et Coquelin Cadet. Il dessine aussi pour Le Petit Journal illustré. Cabaner l'introduit dans le salon de Nina de Callias, au 82 rue des Moines : devenu son amant, Franc-Lamy y installe son atelier en 1878.
Les premiers travaux de Franc-Lamy sont influencés par le courant impressionniste. Il est d'abord principalement paysagiste, tirant son inspiration de ses voyages à Venise ou à Bruges. Puis il se spécialise dans le portrait et le nu féminin via la peinture de genre.

### Participations aux salons et Expositions universelles
En 1880, puis de manière annuelle à partir de 1883, Franc-Lamy expose au Salon organisée par la Société des artistes français, manifestation artistique française majeure où tout artiste en quête de reconnaissante se doit d'être. Les deux premiers tableaux exposés en 1880 sont des portraits, de même que celui envoyé en 1883. À partir de 1884, Franc-Lamy donne dans la peinture de genre qui lui assure un certain succès auprès de la critique et du jury. Ses œuvres sont de plus en plus peuplées de corps féminins nus. Il expose également à Paris au pavillon des arts lors de l'Exposition universelle de 1889 puis lors de celle de 1900.

### Ventes
En 1881, il organise une vente de tableaux au profit de son ami, le compositeur et poète Ernest Cabaner, alors au sanatorium et sans le sou.
En novembre 1912, sa collection de dessins et tableaux centrée sur le XVIIIe siècle français est dispersée lors d'une vente à l'hôtel Drouot.

## Récompenses et distinctions
- Salon de 1887 : mention honorable pour Le Sommeil et Fantaisie.
- Salon de 1888 : médaille de 3e classe pour Pâquerette (musée des Ursulines de Mâcon).
- Exposition universelle de Paris de 1889 : mention honorable.
- Salon de 1890 : médaille de 2e classe pour Rêve d'été.
- 1893 : chevalier de la Légion d'honneur.
- Exposition universelle de 1900 à Paris : médaille de bronze.
- 1914 : promu officier de la Légion d'honneur[14].

## Œuvres dans les collections publiques
Aux États-Unis
- Washington, Smithsonian American Art Museum : Jeune Paysanne, 1913, aquarelle, dédiée « à la patrie de Washington »[15].

En France
- Clermont-Ferrand, musée d'art Roger-Quilliot : Conseil de révision, Salon de 1884, huile sur toile.
- Mâcon, musée des Ursulines : Pâquerette, Salon de 1888, huile sur toile.
- Nice, musée des Beaux-Arts : Au Fond des bois, Salon de 1889, huile sur toile.
- Paris, musée d'Orsay : Vue d'un port, 1883 ?, huile sur toile[16].
- Poitiers, musée Sainte-Croix : Après le bain, Salon de 1885, huile sur toile.
- Riom, musée Mandet : Fleurs, huile sur toile ; Octobre, huile sur toile.

Œuvres de Franc-Lamy
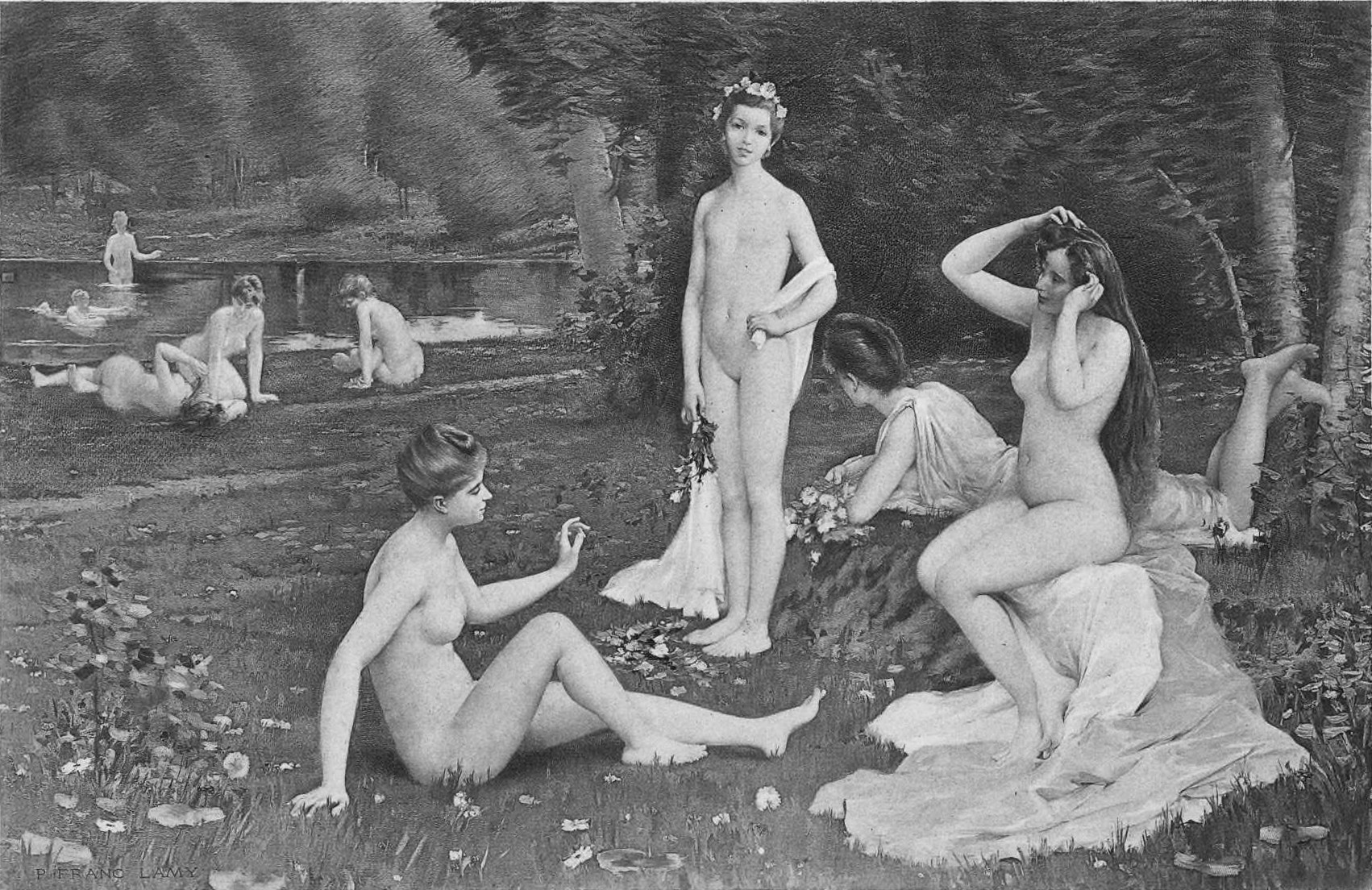
Au Fond des bois (Salon de 1889), Nice, musée des beaux-arts.
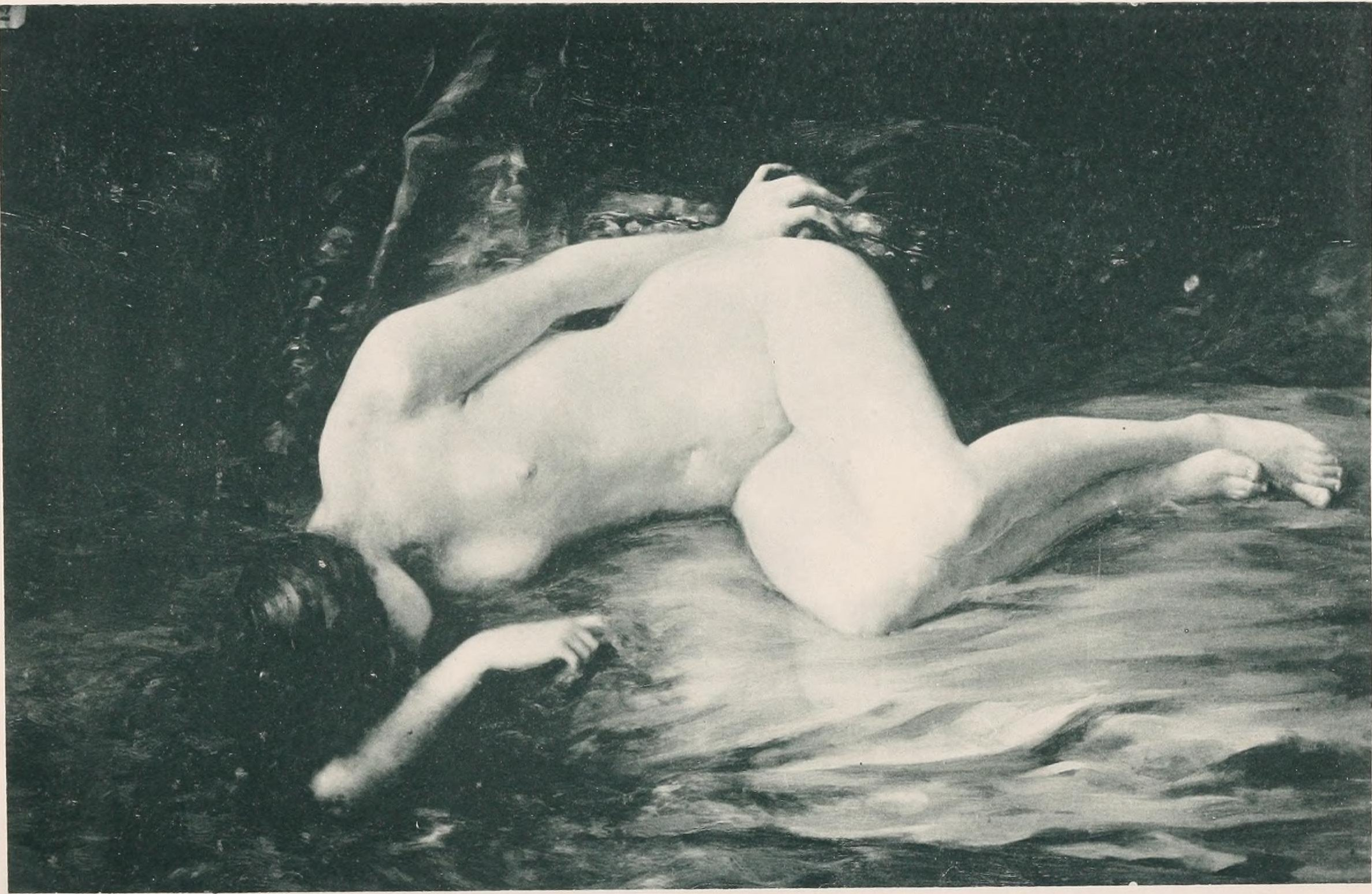
Femme nue (Salon de 1894), localisation inconnue.
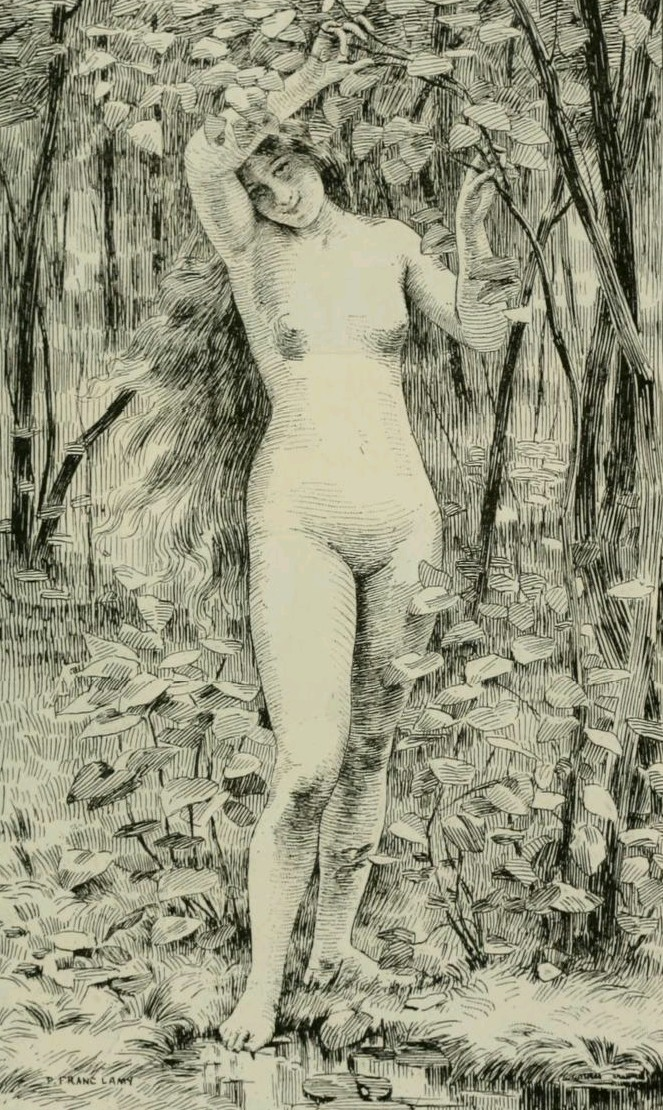
Jeunesse (Salon de 1895), localisation inconnue.
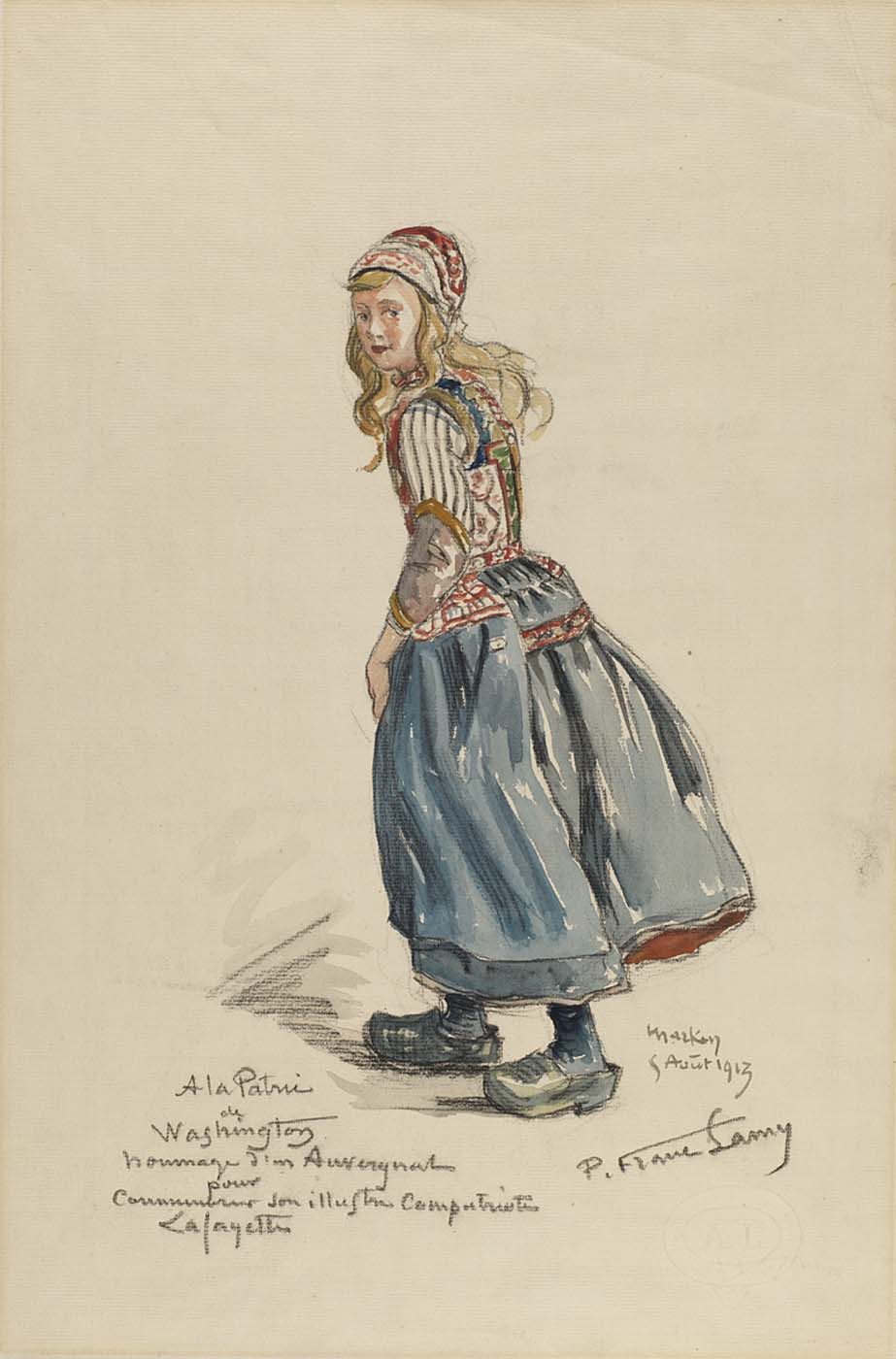
Jeune Paysanne (1913), Washington, Smithsonian American Art Museum.